# دونلان (ویرجینیای غربی)
دونلان (به انگلیسی: Donlan) یک منطقهٔ مسکونی در ایالات متحده آمریکا است که در شهرستان گیلمر، ویرجینیای غربی واقع شده‌است. دونلان ۲۴۲٫۰۱ متر بالاتر از سطح دریا واقع شده‌است.